# Iene miene mutte

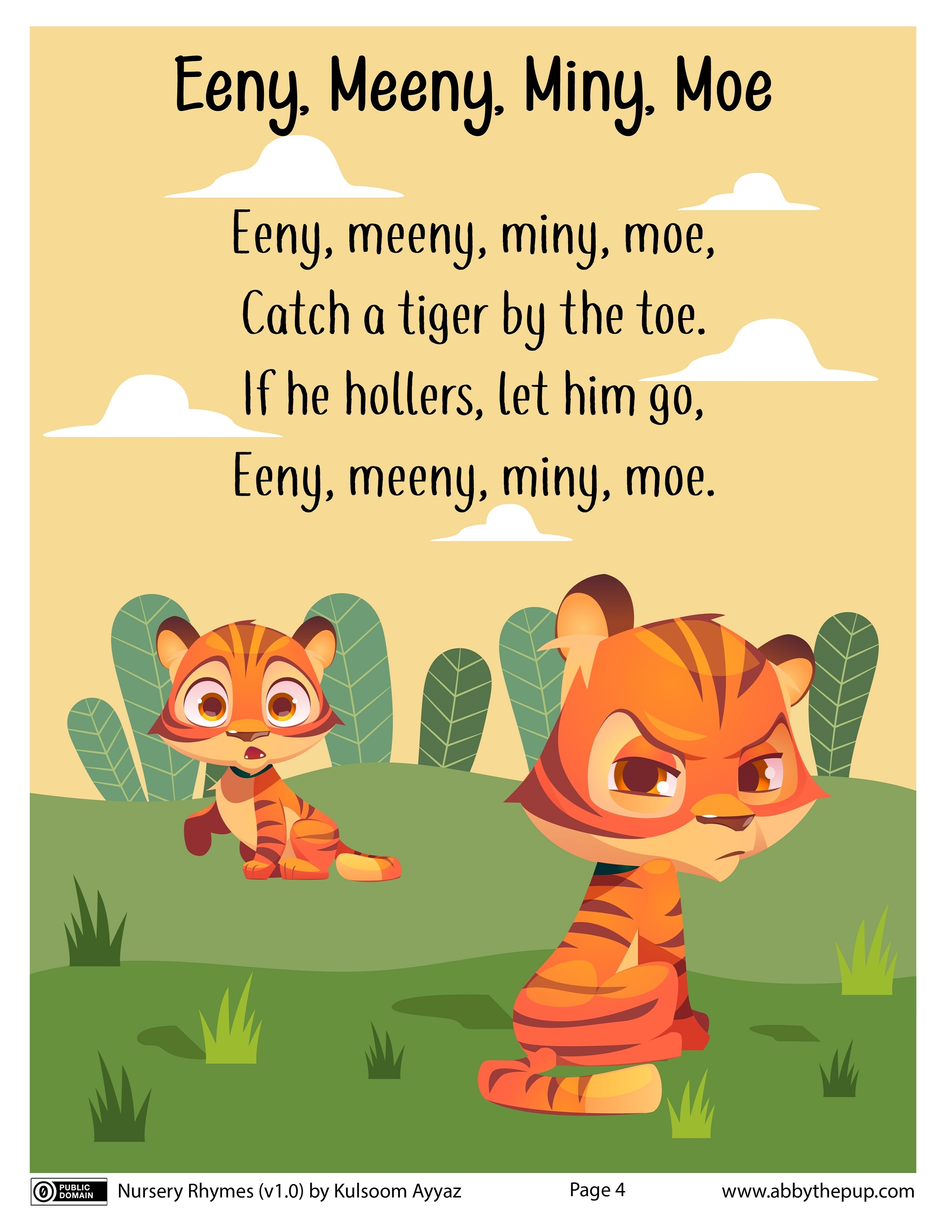
Eeny, meeny, miny, moe

Iene miene mutte is een bekend aftelversje. Het rijmpje wordt onder meer gebruikt om een willekeurig kind aan te wijzen, bijvoorbeeld om de eerste te zijn die moet tikken of zoeken bij een spelletje als tikkertje of verstoppertje.

## Oudste vindplaatsen van het rijmpje
De oudste vindplaatsen in de Nederlandse Liederenbank (Meertens Instituut) met dit versje stammen uit de 19e eeuw. De handschriftencollectie van het Bureau van het Nederlandse Volkseigen, die dateert van rond 1850, geeft 'Ine, mine, mutte, / Tien pond grutte'. Het liedboek Nederlandsche baker- en kinderrijmen, verzameld door J. van Vloten, uit 1894, geeft vier varianten van het rijmpje, waaronder 'Iene, miene, mutten, / Tien pond grutten', 'Iene, miene, makken, / Oliekoeken bakken', en 'Eene, meene, mukken, / Posteleinen stukken'. De Handschriftencollectie volks- en kinderliederen van Nynke van Hichtum (verzameld in de periode 1904-1938) geeft 19 varianten van dit aftelrijmpje. In totaal heeft de Nederlandse Liederenbank 127 treffers van dit versje.
Het rijmpje hangt mogelijk samen met een ander aftelrijmpje, 'Iene miene mone muike'. Ook hiervan zijn de oudst bewaarde vindplaatsen van rond 1900. De collectie van Nynke van Hichtum (1904-1938) geeft bijvoorbeeld de varianten 'Anne, manne, miene, mukke / Ikke, tikke, takke, tukke' en 'Ane, mane, moene, mijne, / Posteleine, groene vrouw'.

### Ouderdom liedje
Dat de oudste vindplaatsen teruggaan in de negentiende eeuw, wil niet zeggen dat het liedje uit deze periode stamt. Sinds halverwege de negentiende eeuw werden, onder invloed van de Romantiek, veel volksliedjes verzameld en uitgegeven. Het liedje kan echter ouder zijn en in de mondelinge overlevering lange tijd zijn doorgegeven, voordat het voor het eerst werd opgetekend.

## Herkomst
Schrijver en taalwetenschapper Frank Martinus Arion veronderstelde in 1981 van verschillende rijmpjes en liedjes, waaronder 'Iene miene mutte', dat ze teruggingen op zeventiende-eeuwse Portugees-Creoolse rijmpjes.
Anne de Vries zocht in 2002 de verklaring in de 19e eeuw, bij de Keltische telwoorden die toen nog in sommige Engelse dialecten werden gebruikt. Tellen van een tot vier luidde daarin: 'ina, mina, ethera, methera'. In het rijmpje zou dan 'een, twee, vier' worden nagebootst. Dit zou een logische inhoud zijn voor een aftelrijmpje en bovendien kan de oorsprong nog in de negentiende eeuw worden gevonden, de periode dat het rijmpje voor het eerst in bronnen verschijnt.
Varianten op dit aftelrijmpje komen in heel verschillende talen voor. Mogelijk zijn voorlopers ervan veel ouder dan de 19e eeuw. Michael Witzel vermeldt in zijn boek The Origins of the World's mythologies (2012) als oudste voorloper een mantra in een 1500 jaar oud Boeddhistisch manuscript uit Centraal-Azië. De tekst van de mantra luidt: "Ene mene dasphe dandadasphe". Wellicht stamt deze grotendeels betekenisloze zin uit India en raakte het verspreid door het Boeddhisme. Hoe en waarom de betekenis van een gebed eventueel is overgegaan naar een kinderrijmpje is niet bekend. Bovendien is het onduidelijk waar de precieze oorsprong van de mantra te vinden is.
De meest voor de hand liggende oorsprong is echter een oeroud, mogelijk Oost-Nederlands wichellied, zoals al in 1957 werd aangetoond door de Drentse onderwijzer en taalkundige dr. Jan Naarding, hierin gesteund door prof. dr. Klaas Heeroma van het Nedersaksisch Instituut aan de Rijksuniversiteit Groningen. Hun bevindingen werden dat jaar gepubliceerd in de Driemaandelijkse Bladen onder de titel Een oud wichellied en zijn verwanten. In deel I van het artikel maakt Naarding duidelijk, waarom het aftelrijm dat hij heeft gevonden onder de A in het Twents-Achterhoeks woordenboek (1948) van G.H. Wanink, het dichtst bij een vroegmiddeleeuwse of misschien nog wel oudere oerversie staat. Dezelfde versie werd in 1904 door Nynke van Hichtum opgetekend in Goor:
Anne manne miene mukke,
Ikke tikke takke tukke,
Eere vrouwe grieze knech,
Ikke wikke wakke weg.
Naarding noemt die oorsprong een "heidens priesterlied, dat de oppergodin smeekte om een orakel bij het wichelen, het orakel dat wellicht zou beslissen over dood of leven van een mens". De eerste beide regels worden vertaald met: "almoeder der mensen, spreek tot mij, ik grijp de stukjes der boomtakken (= de runenstaafjes)."
Deze uitleg werd in 2016 aan de vergetelheid onttrokken en verder uitgewerkt door Goaitsen van der Vliet, conservator van de Twentse Taalbank. De laatste regel (later verbasterd tot 'iet wiet waait weg') kan worden vertaald met: "ik wik en weeg".

## Tekst
Volksliedjes kennen, door hun mondelijke overlevering, vaak vele (regionale en/of tijdgebonden) varianten. De huidige tekst van het versje gaat gewoonlijk als volgt.
Iene miene mutte
Tien pond grutten
Tien pond kaas
Iene miene mutte is de baas.

### Vervolg
Het rijmpje wordt vaak aangevuld met enkele regels, mogelijk om het wat langer te maken, zodat slechter voorspeld kan worden bij wie men uitkomt met aftellen. Hierop bestaan vele varianten.
Voorbeelden:
Maar de baas die is/was er niet,
Dus ben jij hem lekker/eerlijk niet!
Pepermuntje rol maar weg,
Jij hebt pech!
Maar jij mag de baas niet zijn
Want jij bent nog veel te klein
Klim naar boven in de mast
Hou die kleine dikzak vast!
Pief paf poef,
Jij bent de dikke vette boef
Vrouw komt thuis,
weg is de muis
Maar Pietje heeft de krant gescheurd
Dus jij bent aan de beurt
A ef af,
Koffie straf, koffie dik
Af ben ik
Maar de baas die was niet thuis,
Want hij lag in het ziekenhuis.
Donald Duck heeft altijd pech,
Iet wiet waait is eerlijk weg.

## Aftelrijmpje in het Engels en het Duits
In het Engels bestaat het aftelrijmpje 'Eeny, meeny, miny, moe'. De oudste bronnen hiervan gaan terug tot rond 1815. De oudste Engelstalige varianten komen uit New York.
De huidige variant luidt meestal als volgt:
Eeny, meeny, miny, moe,
Catch a tiger by the toe. (1)
If he hollers/wiggles, let him go,
Eeny, meeny, miny, moe.
(1) In plaats van 'tiger' ook: monkey/chicken/piggy of ander dier, maar ook 'nigger', toen dat woord nog in het dagelijks taalgebruik voorkwam.
Ook het Duits kent een aftelrijmpje dat met een soortgelijke regel begint: 'Ene, mene, muh und raus bist du'.